# Las excursiones del señor Broucek
Las excursiones del señor Broucek a la Luna y al siglo XV (título original en checo, ''Výlety pana Broučka do Měsíce/Výlety pana Broučka do XV. století) es una ópera burlesca en dos actos con música de Leoš Janáček y libreto en checo principalmente de Viktor Dyk y František Sarafínský Procházka, aunque llegaron a trabajar hasta un total de siete escritores, incluyendo Karel Masek, Zykmund Janke, Frantisek Gellner, Jiri Mahen, Procházka, Dyk y Max Brod además del propio compositor.  
Fue compuesta entre el año 1908 y el año 1917. Se estrenó el 23 de abril de 1920 en el Teatro Nacional de Praga; recibió una acogida fría, siendo la única ópera de Janácek que no se estrenó en Brno. Desmond Shawe-Taylor ha considerado esta ópera como la más «puramente checa en tema y tratamiento» de las que compuso Janácek.
Se basa en dos novelas satíricas del mismo nombre, La excursión del señor Brouček a la Luna y La excursión del señor Brouček al siglo XV, del escritor Svatopluk Čech. El mismo autor de las novelas es un personaje de la ópera, que aparece como una visión al principio del Acto II.  
La intención satírica es diferente en cada una de las dos partes. Si en la primera parte el objeto de burla es la comunidad artística checa que frecuentaba la taberna "Vikárka", situada al pie del castillo de Praga, y que aún hoy sigue existiendo, en la segunda parte se hace una sátira de los individuos vacilantes ante una crisis nacional.
Esta ópera rara vez se representa en la actualidad; en las estadísticas de Operabase aparece con 6 representaciones en el período 2005-2010.